# 埃雷米亞山

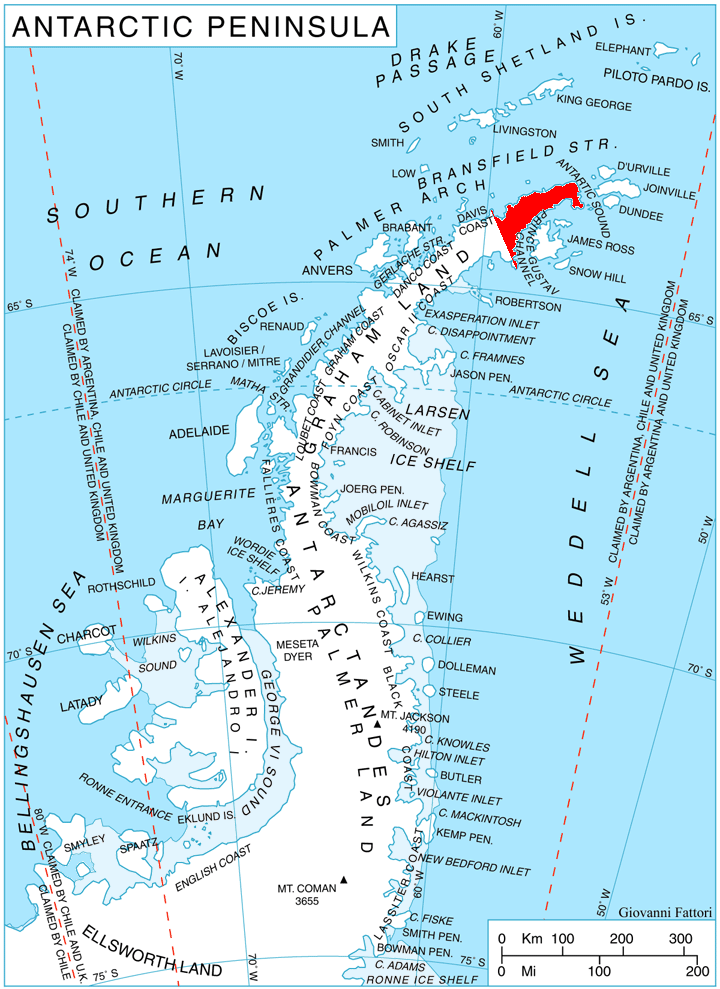

埃雷米亞山（英語：Eremiya Hill）是南極洲的山丘，位於葛拉漢地的特里尼蒂半島，處於克勞恩峰西北面3.48公里和科納峰東北面4.83公里、屬於馬雷斯科嶺的一部分，海拔高度863米，以保加利亞西部鄉鎮命名。

## 外部連結
- Trinity Peninsula. Scale 1:250000 topographic map No. 5697. Institut für Angewandte Geodäsie and British Antarctic Survey, 1996.
- SCAR Composite Antarctic Gazetteer（页面存档备份，存于）.

63°32′45″S 58°37′46″W / 63.54583°S 58.62944°W